# Osiedle Adama Asnyka (Kalisz)
Osiedle Adama Asnyka – osiedle Kalisza, administrowane przez radę osiedla z siedzibą przy ul. Marii Konopnickiej 19. Obejmuje obszar pomiędzy ulicami: Dworcową, Górnośląską, Polną i Południową oraz linią kolejową nr 14. 
Osiedle jest typową sypialnią miasta (wielki zespół mieszkaniowy) o znikomej zabudowie jednorodzinnej. Wśród zabudowań z wielkiej płyty góruje bryła kościoła pw. Miłosierdzia Bożego oraz wieża ciśnień, a swoją siedzibę główną przy ul. Legionów ma Miejska Biblioteka Publiczna im. Adama Asnyka. 
Sąsiednie osiedla:
- od północnego zachodu: Kaliniec
- od północnego wschodu: Czaszki
- od wschodu: Rypinek
- od południa: Zagorzynek
- od zachodu: Serbinów